# Carl Theodor Asen
Carl Theodor Asen (* 22. Mai 1875 in Elberfeld; † 26. Juli 1927 in Bonn) war ein deutscher Porträt- und Genremaler der Düsseldorfer Schule.

## Leben

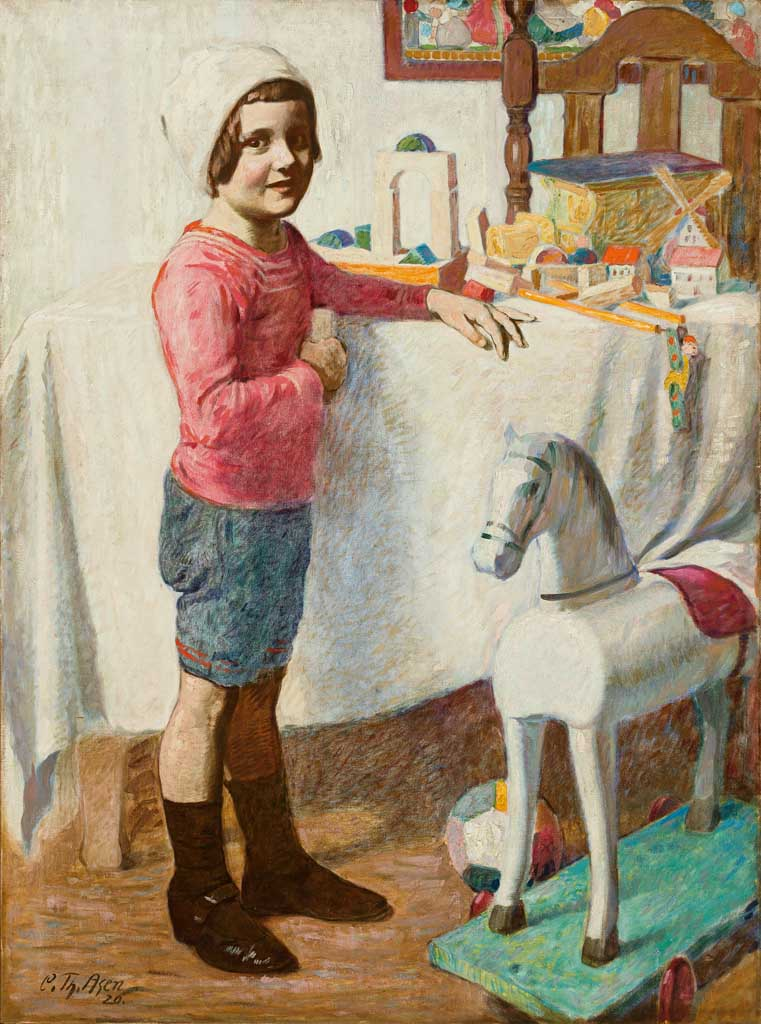
Knabenporträt, 1920

Carl Theodor Asen, Sohn des Baumeisters Johann Wilhelm Asen und dessen Ehefrau Mathilde, wuchs in Elberfeld auf. Seine Brüder waren der spätere Berliner Bibliotheksrat Johannes Asen (1882–1979) sowie der spätere Bonner Architekt Joseph Asen (1884–1968). Nach dem Besuch des humanistischen Gymnasiums, bei dem die Lehrer auf sein künstlerisches Talent aufmerksam wurden, studierte Asen von 1891 bis 1894/1895 an der Kunstakademie Düsseldorf. Dort war er Schüler von Willy Spatz, Claus Meyer, Eduard von Gebhardt, Heinrich Lauenstein, Hugo Crola und Adolf Schill.
Ab 1902 lebte er als Maler in Bonn. Als Mitglied der Bonner Künstlervereinigung von 1914 prägte er das Kunstleben der Stadt vor allem in den 1920er Jahren mit. Einige seiner Werke, Porträts sowie romantische Landschafts- und Dorfszenen von der Mosel um Treis und Karden, sind im Stadtmuseum Bonn zu sehen.